# Хумо Арена
«Хумо́ Аре́на» (узб. «Humo Arena» muz majmuasi) — многофункциональный спортивно-развлекательный комплекс и ледовый дворец в столице Узбекистана — Ташкенте. Находится в центральной части города, в Чиланзарском районе, на пересечении улиц Афрасиаб и Бешагач.
Крупнейший по вместимости ледовый дворец Центральной Азии.
Является домашней ареной нескольких ташкентских хоккейных клубов: «Хумо», «Бинокор», «Семург» и «Ташкент».

## История

#### Строительство
Планы строительства ледового дворца впервые были публично озвучены кандидатом на должность президента Узбекистана Шавкатом Мирзиёевым 24 ноября 2016 года во время встречи с избирателями Ташкента в рамках предвыборной кампании 2016 года. Предполагалось, что спортивное сооружение расположится в махалле «Укчи». Однако впоследствии её территория была отведена под международный деловой центр «Ташкент-Сити».
В 2017 году Шавкат Мирзиёев, уже будучи главой государства, инициировал строительство объекта в рамках программы поддержки реализации потенциала молодого поколения на 2017—2021 годы.
Строительство было начато в конце июля 2017 года. Изначально «Хумо Арену» планировалось открыть в декабре 2018 года, но в конце декабря на месте строящейся парковки рядом с возводимым ледовым комплексом произошёл пожар, сгорели в том числе стройматериалы. Впоследствии открытие было отложено на март, в канун праздника Навруз.

#### Открытие
«Хумо Арена» была торжественно открыта 15 марта 2019 года, при участии президента Узбекистана и президента Международной федерации хоккея Рене Фазеля. Приглашенными артистами выступили Филипп Киркоров, Николай Басков, Дима Билан и представители узбекского шоу-бизнеса и эстрады. Также состоялся товарищеский хоккейный матч между юными хоккеистами Узбекистана и сборной звёзд советского и российского хоккея, в составе которой выступили Павел Буре, Валерий Каменский, Виталий Прохоров, Алексей Жамнов, Александр Якушев. На открытии также приняли участие Татьяна Навка и Пётр Чернышёв, которые представили мюзикл «Щелкунчик».

## Описание и назначение

#### Описание
Архитектурная идея «Хумо Арены» представляет собой образ распространённого в Узбекистане символа любви, счастья и свободы — мифической птица Хумо, а само здание арены и форма прогулочных тротуарных зон сконструированы в форме крыла птицы. Зелёные зоны, набережная и тематические архитектурные зоны сделаны в соответствии с архитектурной идеей комплекса.
«Хумо Арена» является частью крупного многофункционального спортивного комплекса. Главная ледовая арена вмещает 12,500 человек, и в основном используется для матчей по хоккею с шайбой (также есть возможность проведения матчей по хоккею с мячом). В главной ледовой арене имеются удобства для людей с ограниченными возможностями, три VIP-ложи для почётных гостей, а также 34 VIP-ложи вместимостью от 14 до 22 мест. Зал имеет возможность изменять расстановку и количество кресел в зависимости от проводимого спортивного мероприятия.
Малая тренировочная ледовая арена вмещает 200 человек. Кроме того, в «Хумо Арене» расположены несколько раздевалок для спортсменов, три спортивных и тренажёрных зала, фитнес-центр, спортивный музей, ресторан, кафе и спорт-бар с видом на арену, пресс-центр, зал для пресс-конференций, дополнительные вспомогательные комнаты и помещения, магазины спортивной атрибутики, учебно-развлекательная детская зона, другие спортивно-развлекательные объекты. На прилегающей к комплексу территории находится четырёхуровневая парковка для автомобилей, зоны для отдыха. Размеры катков основной и малой арен — олимпийского стандарта (60×30 м).
Также в «Хумо Арена» имеются два лыжных симулятора для сноубордистов и горнолыжников, которые максимально приближены к реальным условиям.

#### Назначение
Большая и малая арены в основном предназначены для проведений матчей по хоккею с шайбой и хоккею с мячом, но в этих аренах имеются возможности и условия для проведения соревнований и турниров по фигурному катанию, шорт-треку, кёрлингу.
Имеется возможность трансформации главной арены в площадку для проведения мероприятий командных игровых видов спорта, таких как баскетбол, волейбол, гандбол и мини-футбол, а также турниров и поединков по боксу, MMA (UFC), курешу, дзюдо, греко-римской борьбе, вольной борьбе, карате, таэквондо, муай-таю и других видов единоборств, при этом зал будет вмещать 14 000 человек. Также в «Хумо Арене» есть возможность проведения концертов, шоу, праздничных мероприятий.
В малой арене круглый год функционирует каток.

## Оформление
Коридоры комплекса украшают панно, автором идеи которых стал художник Бобур Исмаилов.
Аллегорическая поэма Алишера Навои «Язык птиц» вдохновила художника на создание семи фресок, символизирующих семь долин, через которые лежал путь к птице Хумо: долина Исканий, Любви, Познания, Безразличия, Единения, Смятения, Отрешения. Завершает «путешествие по долинам» панно с камнем, который был положен при начале строительства комплекса.
В вестибюле Humo Arena установлены автомобили ГАЗ-13 и ГАЗ-14 «Чайка».

## Мероприятия на арене

### Спортивные мероприятия

#### 2019 год
- 15-21 июля — чемпионат Азии по каратэ WKF[9].
- 20-22 сентября — Гран-при Ташкента по дзюдо[10].
- 23 ноября — турнир по смешанным единоборствам GFC 20[11]

#### 2024 год
- 14 сентября — 6 октября — чемпионат мира по мини-футболу (совместно с аренами в Бухаре и Андижане)[12].

### Культурные мероприятия

#### 2019 год
- 7 мая — гала-концерт в честь Дня памяти и почестей, на концерте выступили Ricchi e Poveri, Олег Газманов и отечественные артисты Севара Назархан, Озодбек Назарбеков и Юлдуз Усманова[13].

- 7 сентября — музыкальный фестиваль Coke’n Music, на фестивале выступили украинская группа KAZKA, российские HammAli & Navai, Rauf & Faik и узбекская певица Shahzoda[14].
- 1 октября — концерт Полины Гагариной «Обезоружена»
- 18 декабря — концерт Филиппа Киркорова[15]
- 21 −23 декабря — концерт Севары Назархан[16]

#### 2020 год
- 29 февраля — концерт Басты[17]